# Signo diacrítico
Un diacrítico (también marca diacrítica, punto diacrítico, signo diacrítico o acento) es un glifo añadido a una letra o a un glifo básico. El término deriva del griego antiguo (διακριτικός) (diakritikós, ‘distinguir’), de διακρίνω (diakrī́nō, ‘distinguir’). La palabra diacrítico es un sustantivo, aunque a veces se utiliza en sentido atributivo, mientras que diacrítico es también un adjetivo. Algunos diacríticos, como el agudo  y el grave,  suelen llamarse acentos. Los diacríticos pueden aparecer encima o debajo de una letra o en otra posición, como dentro de la letra o entre dos letras.
El principal uso de los diacríticos en la escritura latina es cambiar los valores sonoros de las letras a las que se añaden. Históricamente, el inglés ha utilizado la diéresis para indicar la pronunciación correcta de palabras ambiguas, como "coöperate", sin la cual la secuencia de letras <oo> podría ser malinterpretada para ser pronunciada /ˈkuːpəreɪt/. Otros ejemplos son los acentos agudo y grave, que pueden indicar que una vocal debe pronunciarse de forma diferente a la normal en esa posición, por ejemplo no reducida a /ə/ o muda como en el caso de los dos usos de la letra e en el sustantivo résumé (a diferencia del verbo resume) y la ayuda que a veces se presta en la pronunciación de algunas palabras como doggèd, learnèd, blessèd, y sobre todo palabras que se pronuncian de forma diferente a la normal en poesía (por ejemplo movèd breathèd).
La mayoría de las demás palabras con diacríticos en inglés son palabras prestadas de idiomas como el francés para conservar mejor la ortografía, como la diéresis en naïve y Noël, el agudo de café, el circunflejo en la palabra crêpe, y la cedilla en façade. Todos estos diacríticos, sin embargo, se omiten con frecuencia en la escritura, y el inglés es la única de las principales lenguas europeas que no utiliza diacríticos en general.
En alfabeto latinos de otras lenguas, los diacríticos pueden distinguir entre homónimos, como en el idioma francés là ("allí") frente a la (artículo "la"), que se pronuncian ambos /la/. En escritura gaélica, un punto sobre una consonante indica la lenición de la consonante en cuestión.
En otros sistemas alfabéticos, los diacríticos pueden desempeñar otras funciones. Los sistemas de señalización de vocales, concretamente el árabe harakat ( ـِ ,ـُ ,ـَ, etc.) y el idioma hebreo niqqud ( ַ◌, ֶ◌, ִ◌, ֹ◌, ֻ◌, etc.) indican vocales que no son transmitidas por el alfabeto básico. La escritura índica virama ( ् etc.) y el árabe sukūn ( ـْـ‎ ) marcan la ausencia de vocales. Las marcas de cantilación indican prosodia. Otros usos son el cirílico antiguo titlo trazo ( ◌҃ ) y el gershayim hebreo ( ״‎ ), que, respectivamente, marcan abreviaturas o acrónimos, y los signos diacríticos griegos, que mostraban que las letras del alfabeto se utilizaban como numerales. En el idioma vietnamita y en el sistema oficial de romanización del chino hanyu pinyin, los diacríticos se utilizan para marcar los tonos de las sílabas en las que aparecen las vocales marcadas.
En ortografía y cotejo, una letra modificada por un diacrítico puede tratarse como una letra nueva y distinta o como una combinación de letra y diacrítico. Esto varía de una lengua a otra y puede variar de un caso a otro dentro de una misma lengua.
En algunos casos, las letras se utilizan como "diacríticos en línea", con la misma función que los glifos auxiliares, en el sentido de que modifican el sonido de la letra que las precede, como en el caso de la "h" en la pronunciación inglesa de "sh" y "th". Tales combinaciones de letras a veces incluso se cotejan como letras separadas. Por ejemplo, la grafía sch se trataba tradicionalmente como una letra separada en alemán. En los catálogos de tarjetas de las bibliotecas públicas de Viena, por ejemplo (antes de la digitalización), las palabras con esa grafía aparecían después de todas las demás palabras escritas con s.

## Tipos
Entre los tipos de diacríticos utilizados en los alfabetos basados en la escritura latina están:
- acentos (llamados así porque el agudo, el grave y el circunflejo se utilizaban originalmente para indicar diferentes tipos de acento de tono en la transcripción politónica de la lengua griega).
  - ◌́ - agudo (en latín: apex)
  - ◌̀ - grave
  - ◌̂ - circunflejo
  - ◌̌ - carón, cuña
  - ◌̋ - doble agudo
  - ◌̏ - doble grave
  - ◌̃ - virgulilla o tilde
- Puntos
  - ◌̇ - sobrepunto (Indica anusvara)
  - ◌̣ - un subpunto se utiliza en Rheinische Dokumenta y en la transcripción hebrea, índica y árabe
  - ◌-◌ - interpunción
  - tilde, el punto superíndice de las modernas minúsculas latinas i y j
  - ◌̈ - umlaut o diéresis
  - ◌ː - dos puntos triangulares, utilizados en el IPA para marcar las vocales largas y consonantes geminadas.
  - ◌·◌ El punto volado, usado en catalán (l·l) y en occitano (n·h), que distingue letras que se pronuncian separadamente de los dígrafos ll y nh.
- curvas
  - ◌̆ - breve
  - ◌̑ - breve invertido
  - ◌͗ - sicilicus, un diacrítico palaeográfico similar a un carón o una breve
  - ◌̃ - tilde
  - ◌҃ - titlo
- trazo vertical
  - ◌̩ - silábica se utiliza un trazo vertical subíndice en el IPA para marcar la silabicidad y en Rheinische Dokumenta para marcar una schwa
- macrón o línea horizontal
  - ◌̄ - macrón
  - ◌̱ - macrón suscrito
- superposiciones
  - ◌⃓ - barra vertical a través del carácter
  - ◌̷ - barra vertical a través del carácter
  - ◌̵ - barra transversal a través del carácter
- anillo
  - ◌̊ - anillo
- rizos de superíndice
  - ◌̓ - apóstrofo
  - ◌̒ - apóstrofo invertido
  - ◌̔ - apóstrofo invertido
  - ◌̉ - gancho arriba (en vietnamita: dấu hỏi)
  - ◌̛ - cuerno (en vietnamita: dấu móc)
- rizos de subíndice
  - ◌̦ - coma suscrita
  - ◌̧ - cedilla
  - ◌̡̢ - gancho, izquierda o derecha, a veces superíndice
  - ◌̨ - ogonek
- marcas dobles (por encima o por debajo de dos caracteres base)
  - ◌͝◌ - doble breve
  - ◌͡◌ - barra de corbata o ligadura superior
  - ◌᷍◌ - doble circunflejo
  - ◌͞◌ - longum
  - ◌͠◌ - doble tilde
- doble sub/superíndice diacrítico
  - ◌̧̧ - doble cedilla
  - ◌̨̨ - doble ogonek
  - ◌̈̈ - doble diéresis
  - ◌ͅͺ - doble ypogegrammeni

La tilde, el punto, la coma, el titlo, el apóstrofo, la barra y los dos puntos son a veces signos diacríticos, pero también tienen otros usos.
No todos los signos diacríticos aparecen junto a la letra que modifican. En la lengua wali de Ghana, por ejemplo, un apóstrofo indica un cambio de calidad vocálica, pero se produce al principio de la palabra, como en los dialectos Bulengee y Dolimi. Debido a la armonía vocálica, todas las vocales de una palabra se ven afectadas, por lo que el alcance del diacrítico es toda la palabra. En las escrituras abugida, como las utilizadas para escribir hindi y Thai, los diacríticos indican las vocales, y pueden aparecer encima, debajo, antes, después o alrededor de la letra consonante que modifican.
La tilde (punto) sobre la letra i o la letra j, del alfabeto latino, se originó como diacrítico para distinguir claramente la i del minims (trazos hacia abajo) de las letras adyacentes. Apareció por primera vez en el siglo XI en la secuencia ii (como en ingeníí), luego se extendió a la i adyacente a la m, n, u, y finalmente a todas las i minúsculas. La j, originalmente una variante de la i, heredó el título. En el siglo XV, la forma del diacrítico pasó de parecerse al acento agudo actual a una larga floritura. Con la llegada de la redondilla se redujo al punto redondo actual.
Las lenguas de Europa del Este tienden a usar diacríticos tanto en las consonantes como en las vocales, mientras que en Europa Occidental los dígrafos se usan más típicamente para cambiar los sonidos de las consonantes. La mayoría de las lenguas de Europa Occidental utilizan diacríticos en las vocales, salvo el inglés, donde no suele haber ninguno (con algunas excepciones).

## Diacríticos de alfabetos no latinos

### Árabe

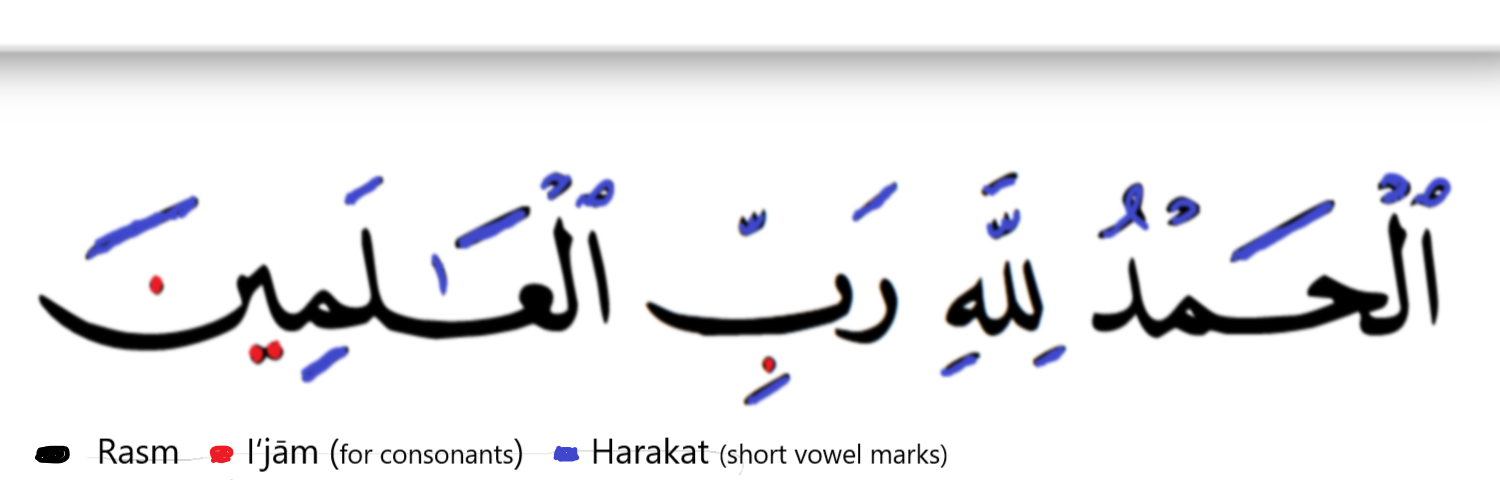
Rasm
Ijam
Harakat

(ئ ؤ إ أ y solo ء) hamza
indica una oclusión glotal.
(ــًــٍــٌـ) tanwīn (تنوين)
Cumplen una función gramatical en árabe. El signo ـً se escribe más comúnmente en combinación con alif, por ejemplo ـًا.
(ــّـ) shadda
Geminación (duplicación) de consonantes.
(ٱ) waṣla
Viene más comúnmente al principio de una palabra. Indica un tipo de hamza que se pronuncia sólo cuando la letra se lee al principio de la charla.
(آ) madda
Sustitución escrita de una hamza que va seguida de un alif, es decir, (ءا). Se lee como una oclusión glotal seguida de un /aː/ largo, por ejemplo, ءاداب، ءاية، قرءان، مرءاة se escriben respectivamente como آداب، آية، قرآن، مرآة. Esta regla de escritura no se aplica cuando el alif que sigue a una hamza no forma parte de la raíz de la palabra, por ejemplo نتوءات no se escribe como نتوآت ya que la raíz نتوء no tiene un alif que siga a su hamza.
(ــٰـ) álif en daga
Sustitución de un alif original que se omite en la escritura de algunas palabras raras, por ejemplo, لاكن no se escribe con el alif original que se encuentra en la pronunciación de la palabra, sino que se escribe como لٰكن.
(ــَـِـُـ)ḥarakāt (حركات)
También llamado تشكيل tashkīl)
Los ḥarakāt o puntos vocálicos cumplen dos funciones:
Sirven de guía fonética. Indican la presencia de vocales cortas (fatḥa, kasra, o ḍamma) o su ausencia (sukūn).
En la última letra de una palabra, el punto vocálico refleja el caso de inflexión o el modo de conjugación.
- Para los sustantivos, el ḍamma es para el nominativo, fatḥa para el acusativo, y kasra para el genitivo.
- Para los verbos, el ḍamma es para el imperfectivo, el fatḥa para el perfectivo, y el sukūn es para los verbos en los modos imperativo o modo yusivo.

- (ــَـ) fatḥa (a)
- (ــِـ) kasra (i)
- (ــُـ) ḍamma (u)
- (ــْـ) sukūn (sin vocal)

Los puntos vocálicos o tashkīl no deben confundirse con los puntos consonánticos o iʿjam. (إعجام): uno, dos o tres puntos que se escriben encima o debajo de una consonante para distinguir entre letras de igual o similar forma.

### Griego
Estos diacríticos se utilizan además de los acentos agudo, grave y circunflejo y la diéresis:
- ◌ͺ – subíndice iota (ᾳ, εͅ, ῃ, ιͅ, οͅ, υͅ, ῳ)
- ῾◌ – Espíritu (en griego antiguo: δασὺ πνεῦμα, romanizado: dasỳ pneûma, en latín: spīritus asper): aspiración.
- ᾿◌ – Espíritu suave (en griego antiguo: ψιλὸν πνεῦμα, romanizado: psilòn pneûma, en latín: spīritus lēnis): sin aspiración

### Hebreo
- Niqqud
  -  ּ – Dagesh
  -  ּ – Mappiq
  -  ֿ – Rafé

Genesis 1:9 "Y Dios dijo que las aguas se junten".
Letras en negro, niqqud en rojo, Teamim en azul

  -  ׁ – Shin dot (en el extremo superior derecho)
  -  ׂ – Sin dot (en el extremo superior izquierdo)
  -  ְ – Sheva
  -  ֻ – Kubutz
  - ֹ◌ – Holam
  -  ָ – Kamatz
  -  ַ – Pataj
  -  ֶ – Segol
  -  ֵ – Tzeire
  -  ִ – Hiriq
- Las marcas de Cantilación no suelen renderizarse correctamente; consulte Cantilación hebrea#Nombres y formas de los ta'amim para ver una tabla completa junto con instrucciones sobre cómo maximizar la posibilidad de verlas en un navegador web
- Otros
  -  ׳ – Geresh
  -  ״ – Gershayim

### Coreano

Hangul, el alfabeto coreano

Los diacríticos 〮 y 〯, conocidos como Bangjeom (방점; 傍點), se utilizaban para marcar los acentos de tono en Hangul para el coreano medio. Se escribían a la izquierda de una sílaba en escritura vertical y encima de una sílaba en escritura horizontal.

### Sánscrito e índico

Las letras compuestas de la escritura Devanagari (de la familia Brahmica), que son vocales combinadas con consonantes, tienen diacríticos. Aquí se muestra क(Ka) con diacríticos vocales.
Es decir:
◌T, T᷇◌, ◌ T᷆, ◌͜, ◌̯, ◌̜̜, ◌̙, etc.

### Siríaco
- Un punto por encima y otro por debajo de una letra representan [a], transliterado como a o ă,
- Dos puntos colocados en diagonal sobre una letra representan [ɑ], transliterado como ā o â o å,
- Dos puntos colocados horizontalmente debajo de una letra representan [ɛ], transliterada como e o ĕ; a menudo se pronuncia [ɪ] y se translitera como i en el dialecto sirio oriental,
- Dos puntos colocados en diagonal debajo de una letra representan [e], transliterada como ē,
- Un punto debajo de la Beth representa un sonido suave [v], transliterado como v
- Una tilde (~) colocada debajo de Gamel representa un sonido [dʒ], transliterado como j
- La letra Waw con un punto debajo representa [u], transliterado como ū o u,
- La letra Waw con un punto encima representa [o], transliterada como ō u o,
- La letra Yōḏ con un punto debajo representa [i], transliterado como ī o i,
- Una tilde (~) debajo de Kaph representa un sonido [t͡ʃ] , transliterado como ch o č,
- Un semicírculo debajo de Peh representa un sonido [f], transliterado como f o ph.

## Codificación informática

### ASCII
El código ASCII se creó (alrededor de 1963) con acentos (~ ' ` , ^ " ~) para que los caracteres acentuados pudieran componerse usando un carácter y un acento. La primera versión de ASCII preveía el uso del símbolo de borrar o retroceso para componer los dos caracteres en uno solo. Sin embargo, los lobbies en presencia eliminaron este estándar de la segunda versión de ASCII. Desde entonces, ASCII no solo ya no permite el intercambio de textos que contienen caracteres acentuados.
El conjunto de caracteres ASCII estándar, que depende del sistema octal ampliamente utilizado en los primeros días de la informática, tiene 128 códigos, incluidos 95 caracteres visualizables, incluidos 52 caracteres alfabéticos, las 26 letras del alfabeto latino en mayúsculas y minúsculas, pero sin letras acentuadas.
Hay varios conjuntos de caracteres a menudo llamados ASCII extendidos, que tienen 256 códigos, los 128 códigos adicionales se usan en particular para representar ciertas vocales y consonantes del alfabeto latino que comprenden signos diacríticos.
Los primeros juegos de caracteres extendidos, llamados páginas de códigos, fueron creados por IBM para sus microcomputadoras " PC" ; en este sistema, una página de códigos o "CP" ( codepage ) se especifica mediante un número y se asocia con un conjunto particular: CP437 es el conjunto "americano" o "gráfico"; el CP850 es el equipo “multilingüe europeo”.
Con la aparición de los entornos gráficos (Apple Macintosh, Microsoft Windows, X Window, etc.), los caracteres "gráficos" de las páginas de códigos ya no necesitan ser [ref. necesitaba] se usaron códigos más extendidos para anotar caracteres diacríticos. Los juegos creados conjuntamente por IBM y la empresa Microsoft para sus dos plataformas gráficas, Windows y OS/2 "Presentation Manager", sirvieron de base para una serie de juegos de caracteres ISO, el estándar ISO/CEI 8859 que viene en quince juegos:
- 8859-1 a 8859-4, 8859-9, 8859-10, 8859-13 a 8859-16: "Latin1" a "Latin10", variantes del alfabeto latino con caracteres diacríticos de varios países y regiones (Francia, Italia, España, Albania, Turquía, Países Escandinavos, Hungría, Polonia, etc.);
- 8859-6: Alfabetos latino y árabe;
- 8859-7: Alfabetos latino y griego;
- 8859-8: Alfabetos latino y hebreo;
- 8859-11: Alfabeto tailandés.

Cuando no tiene un teclado de computadora francés o una aplicación no admite caracteres acentuados, puede representar estos signos diacríticos agregando un carácter delante de la letra que se acentuará, o detrás, o incluso delante y detrás.

### Unicode
En Unicode hay dos maneras de representar las letras que llevan signos diacríticos. La más recomendada es usar siempre que sea posible un carácter precompuesto, por ejemplo para obtener una A con acento agudo U+00C1 Á. En casos en los que no se halle disponible un carácter precompuesto se puede recurrir a la segunda manera, que es una combinación de caracteres, por ejemplo una letra A normal  U+0041 A seguida del carácter combinatorio de acento agudo U+0301 ́ resulta en un glifo idéntico: Á.
Los signos diacríticos combinatorios aparecen en el bloque U+0300.
| Combinación de marcas diacríticas Tabla de códigos oficial del Consorcio Unicode (PDF) |    |    |    |   |   |   |   |   |   |   |   |   |    |    |    |     |
|                                                                                        | 0  | 1  | 2  | 3 | 4 | 5 | 6 | 7 | 8 | 9 | A | B | C  | D  | E  | F   |
| U+030x                                                                                 | ◌̀  | ◌́  | ◌̂  | ◌̃ | ◌̄ | ◌̅ | ◌̆ | ◌̇ | ◌̈ | ◌̉ | ◌̊ | ◌̋ | ◌̌  | ◌̍  | ◌̎  | ◌̏   |
| U+031x                                                                                 | ◌̐  | ◌̑  | ◌̒  | ◌̓ | ◌̔ | ◌̕ | ◌̖ | ◌̗ | ◌̘ | ◌̙ | ◌̚ | ◌̛ | ◌̜  | ◌̝  | ◌̞  | ◌̟   |
| U+032x                                                                                 | ◌̠  | ◌̡  | ◌̢  | ◌̣ | ◌̤ | ◌̥ | ◌̦ | ◌̧ | ◌̨ | ◌̩ | ◌̪ | ◌̫ | ◌̬  | ◌̭  | ◌̮  | ◌̯   |
| U+033x                                                                                 | ◌̰  | ◌̱  | ◌̲  | ◌̳ | ◌̴ | ◌̵ | ◌̶ | ◌̷ | ◌̸ | ◌̹ | ◌̺ | ◌̻ | ◌̼  | ◌̽  | ◌̾  | ◌̿   |
| U+034x                                                                                 | ◌̀  | ◌́  | ◌͂  | ◌̓ | ◌̈́ | ◌ͅ | ◌͆ | ◌͇ | ◌͈ | ◌͉ | ◌͊ | ◌͋ | ◌͌  | ◌͍  | ◌͎  | CGJ |
| U+035x                                                                                 | ◌͐  | ◌͑  | ◌͒  | ◌͓ | ◌͔ | ◌͕ | ◌͖ | ◌͗ | ◌͘ | ◌͙ | ◌͚ | ◌͛ | ◌͜◌ | ◌͝◌ | ◌͞◌ | ◌͟◌  |
| U+036x                                                                                 | ◌͠◌ | ◌͡◌ | ◌͢◌ | ◌ͣ | ◌ͤ | ◌ͥ | ◌ͦ | ◌ͧ | ◌ͨ | ◌ͩ | ◌ͪ | ◌ͫ | ◌ͬ  | ◌ͭ  | ◌ͮ  | ◌ͯ   |
| Notes 1. Como versión Unicode 15.1.                                                    |    |    |    |   |   |   |   |   |   |   |   |   |    |    |    |     |